# Tottenham Hotspur FC
Tottenham Hotspur FC (celým názvem: Tottenham Hotspur Football Club) je anglický fotbalový klub, který sídlí ve čtvrti Tottenham v severním Londýně. Založen byl v roce 1882 pod názvem Hotspur FC. Svůj současný název nese od roku 1884. Od sezóny 1992/93 působí v Premier League (nejvyšší soutěž v Anglii). Klub během své historie získal dvakrát anglický titul, osmkrát FA Cup, čtyřikrát ligový pohár, jednou Pohár vítězů pohárů a dvakrát Pohár UEFA.
Své domácí zápasy odehrává na stadionu Tottenham Hotspur Stadium s kapacitou 62 062 diváků. Dříve klub působil na stadionu White Hart Lane, který byl zbourán v roce 2017.

## Historie

### Počátky klubu
Klub byl založen roku 1882 ještě pod názvem Hotspur FC. Přízvisko Hotspur pochází ze Shakespearovy hry Jindřich IV., kde postavě Henryho Percyho bylo přezdíváno Hotspur (prchlivec). Svými příznivci je Tottenham Hotspur běžně nazýván Spurs (ostruhy). Fanoušci největších rivalů mu zas přezdívají „židovský“. Postupem času Tottenham postupně vystřídal dva stadióny, než se přesunul na White Hart Lane. Ten byl v roce 2017 zbourán a byla zahájena stavba nového stadionu. Tottenham Hotspur Stadium byl otevřen 3. dubna 2019 při zápase proti Crystal Palace. První sezónu ve Football League (založené v roce 1888) odehrál Tottenham v letech 1908/09. Tehdy skončil ve druhé divizi (Second Division) na druhém místě s bodovým odstupem před klubem Bolton Wanderers a slavil okamžitý postup do nejprestižnější ligové soutěže v Anglii, tedy First Division.

### Počátek rivality s Arsenalem
V první lize působil Tottenham až do poslední sezóny před 1. světovou válkou, kdy obsadil poslední příčku a měl sestoupit. Naději klubu vrátil fakt, že se liga měla rozšiřovat z 20 na 22 mužstev. Do první ligy měla jistý postup mužstva, která si to vybojovala, tedy Derby a Preston, ale díky rozšíření ligy přibyla další dvě volná místa. Prezident Arsenalu ovšem tvrdě protestoval proti tomu, aby volná místa zabrali městští rivalové, kteří v lize skončili na 19. místě (Chelsea) a 20. místě (Tottenham). Nakonec si po hádkách vybojovala 21. místo Chelsea. Na 22. účastníkovi First Division se ale vedení soutěže nebylo schopné dohodnout, a tak se o něm mělo rozhodnout hlasováním. Kandidáty byla mužstva Tottenham Hotspur, Barnsley FC (3. místo v druhé lize), Wolverhampton Wanderers (4. v druhé lize) a na dalších čtyřech pozicích Arsenal, Nottingham Forest, Birmingham City a Hull City. Hlasování ovládl jednoznačně Arsenal, získal 18 hlasů, zatímco Tottenham pouhých 8 hlasů. V západním Londýně se začalo slavit, v Tottenhamu byl smutek. Zde se objevují první kořeny rivality těchto celků.

### Střídavě oblačno v meziválečném období
Pobyt v Second Division trval pouze jeden rok. Po návratu uhájil Tottenham skvělými výkony šesté místo. Kromě tohoto úspěchu mohli fanoušci oslavovat i zisk FA Cupu. Tehdy si na Stamford Bridge poradili s Wolverhamptonem 1:0 díky brance Jimmyho Dimmocka. V následující sezóně dokázali pozici ještě vylepšit, když skončili na 2. místě 6 bodů za Liverpoolem. Poté však čekal Tottenham ústup ze slávy. Posunul se do středu tabulky a umisťoval se pak v druhé desítce, až v sezóně 1927/28 celek nedosáhl výše než na 21. místo a sestoupil do 2. divize. Tam si tentokráte pobyl delší dobu. V roce 1931 nebyl postup daleko - unikl jen o 3 body a jednu příčku. Do 1. divize se tak Tottenham probojoval nazpět až v roce 1933. To předvedl opět parádní návrat a skončil na 3. místě za Arsenalem a klubem Huddersfield Town. Poslední místo z dalšího ročníku dalo však na tento úspěch rychle zapomenout. Ve 2. divizi se klub sice pravidelně umísťoval nedaleko postupových pozic, ale stále pod nimi. Návrat do 1. divize mohl být oslavován až 4 roky po přestávce zaviněné 2. světovou válkou. Tottenham skončil první s devítibodovým odstupem před klubem Sheffield Wednesday.

### Zlatá léta klubu
V 1. divizi Tottenham opět navázal na fantistické návraty z předchozích let a vytáhl se až na první příčku a získal titul. Následující sezónu uhájil druhou pozici. Pak ale opět začal v pořadí postupně klesat. Tentokráte to ovšem neskončilo sestupem, ale pouze 18. místem v roce 1956. Poté Tottenham zahájil opět výkonnostní vzestup. V roce 1957 oslavoval Tottenham 2. místo, o rok později 3. místo. Nevyrovnanost výkonů mužstvo potvrdilo 18. místem v dalším roce. Pak šel klub znovu vzhůru, roku 1960 získal 2. místo a v roce 1961 Tottenham opět po 10 letech získal titul. Kromě toho mužstvo zvítězilo i v FA Cupu po finálovém triumphu nad Leicesterem City. Další rok sice klub neobhájil ligový primát, ale získal opět FA Cup. Tentokráte ve finále před stotisícovou návštěvou na stadiónu ve Wembley přehráli Burnley 3:1. Klub patřil mezi nejlepší celky Anglie a v roce 1963 to potvrdil i v evropském rámci, když získal Pohár vítězů pohárů. V lize se zařadil stabilně do první poloviny, ve které se umístil pokaždé až do roku 1975. Největší úspěchy ale získával v pohárových soutěžích. V roce 1967 vyhrál FA Cup, v letech 1971 a 1973 ligový pohár a v roce 1972 dokonce Pohár UEFA. Kromě toho uhájil stříbrnou pozici v anglické první divizi roku 1974. V  roce 1975 skončil ještě na 9. místě, pak ale 1976 až na místě posledním a sestoupil do druhé divize.

### Šedá 80. a 90. léta
Tottenham okamžitě vyhrál druhou divizi a vrátil se do nejvyšší soutěže a pro další pohárové úspěchy. V letech 1981 a 1982 slavil klub zisk FA Cupu a v roce 1984 Poháru UEFA. V roce 1987 se týmu ujal manažer a bývalý hráč klubu Terry Venables. Tým dovedl v průběhu šesti let svého působení k některým úspěchům jako bylo 3. místo v lize v roce 1990 či zisk FA Cupu v roce 1991 díky gólu ve 4. minutě nastavení. V týmu tehdy zářil známý anglický fotbalista Paul Gascoigne.
Venables ale dovedl klub téměř k finančnímu kolapsu. Tottenham byl zachráněn od krachu jen díky finanční injekci Alana Sugara, který byl se svou firmou Armstrad úspěšným podnikatelem na trhu se stolními počítači. Tým patřil do roku 1998 do lepší poloviny Premier League, která po reorganizaci fotbalových soutěží v Anglii nahradila 1. divizi. Na podzim roku 1998 byl Tottenham opět zralý na sestup, a tak přišel nový manažer. Tím byl George Graham, doposud dlouholetá opora a poté manažer úhlavního rivala klubu, týmu Arsenal FC. Graham vedl Arsenal před příchodem dnešního manažera Gunners, Francouze Arsène Wengera. Graham Tottenham zachránil v Premier League a dotáhl ho až k opětovnému vítězství v FA Cupu. To znamenalo mimo jiné i kvalifikaci do Poháru UEFA. Na začátku zimy roku 2000 se podařilo investiční skupině ENIC po dlouhém vyjednávání odkoupit klub od Sugara, který nebyl u fanoušků příliš oblíbený. Hlavní postavou ENIC byl Daniel Levy, dlouholetý příznivec Tottenhamu, kterému se tak splnil sen.
Další trofej získali Spurs až v roce 2008. V semifinále ligového poháru klub konečně po devíti letech dokázal porazit Arsenal; byl to dokonce pořádný debakl 5:1. Ve finále pak přehrál Tottenham i Chelsea FC poměrem 2:1 po brankách Dimitara Berbatova a Jonathana Woodgatea.

### Současnost
Poté vedl klub již delší dobu manažer Harry Redknapp, který převzal tým po odvolaném Juande Ramosovi. V té době se Tottenham krčil po 8 odehraných ligových zápasech s pouhými dvěma body na sestupové pozici. Pod vedením Harryho Redknappa však v oné sezoně dokráčel až na konečnou 7. pozici. V následující sezoně 2009/2010 dosáhli Spurs na konečné 4. místo v tabulce Premier League a zajistili si tak postup do předkola Ligy mistrů pro následující sezonu. Krom toho dokázal tento tým znovu postoupit do finále Ligového poháru, ve kterém se utkal s Manchesterem United. Po bezbrankové remíze v základní hrací době, musely o vítězi této trofeje rozhodnout až pokutovému kopy, ve kterých byli šťastnější hráči z Manchesteru.

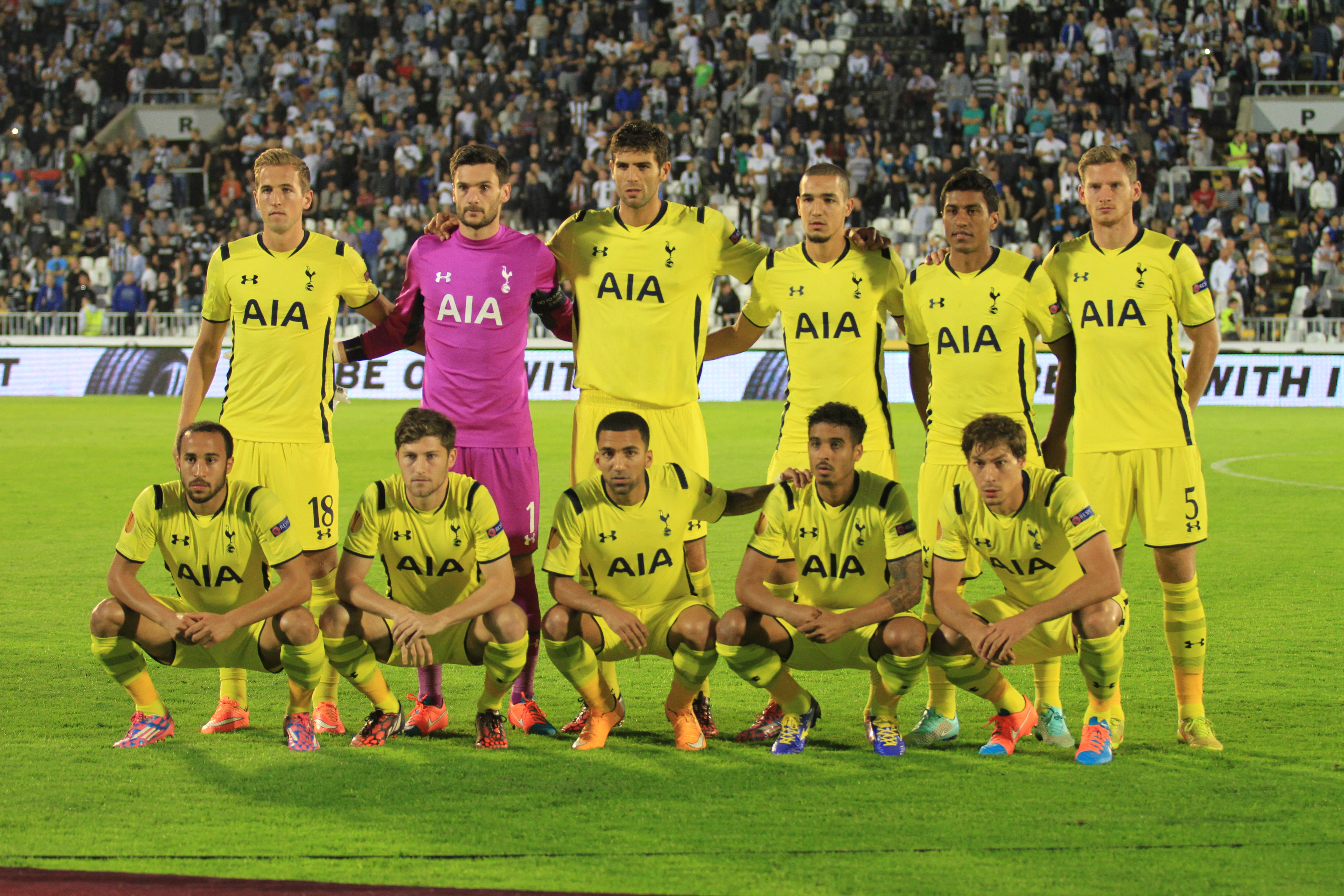

V sezoně 2010/2011 přehrál Tottenham v předkole Ligy mistrů švýcarský celek Young Boys Bern po výsledcích 2:3 a 4:0, a postoupil tak do hlavní fáze této soutěže. V základní skupině Ligy mistrů se Tottenham utkal s německým Werderem Brémy, s nizozemským Twente a italským Interem Milán, posledním vítězem této soutěže. V 6 zápasech základní skupiny získali Spurs celkem 11 bodů a z prvního místa v tabulce postoupili do vyřazovací fáze. Tam je čekal souboj s italským AC Milán. Po výsledcích 0:1 a 0:0 slavil Tottenham postup do čtvrtfinále. Zde byl jeho soupeřem španělský gigant Real Madrid, na který již Tottenham nestačil a po výsledcích 4:0 a 0:1 byl ze soutěže vyřazen. Sezonu 2010/2011 mužstvo stále pod vedením Harryho Redknappa zakončilo na 5. místě.
V následující sezoně 2011/2012 se Tottenham probojoval do semifinále FA Cupu a domácí ligovou soutěž zakončil na 4. místě. Avšak díky celkovému triumfu v Lize mistrů jiného anglického klubu Chelsea FC, se Spurs do následujícího ročníku této soutěže neprobojovali. To nakonec vedlo až k odvolání manažera Harryho Redknappa, kterého na startu nové sezony 2012/2013 nahradil portugalský kouč André Villas-Boas.
Tomu se však na Redknappovi úspěchy nepovedlo navázat a mužstvo sezonu zakončilo na 5. pozici. A to především díky fenomenální sezoně waleského záložníka Garetha Balea, který získal ocenění pro nejlepšího hráče celé Premier League. Villas-Boas odstartoval i následující sezonu 2013/2014 jako manažer Spurs, ale po špatných výsledcích byl v prosinci roku 2013 odvolán a nahradil jej Angličan Tim Sherwood, který již dříve v klubu pracoval. Pod jeho vedením mužstvo Tottenhamu obsadilo v ligové tabulce celkově 6. pozici. Ovšem Tim Sherwood byl v červnu roku 2014 ze své pozice manažera odvolán a nahradil jej Argentinec Mauricio Pochettino, který dříve úspěšně vedl jiný tým anglické Premier League Southampton FC.
V sezoně 2014/15 si nový manažer Mauricio Pochettino připsal již jeden významný úspěch, a to když klub dovedl do finále Ligového poháru, ve kterém se Tottenham 1. března roku 2015 utkal s městským rivalem Chelsea FC. Zde Tottenham podlehl 2:0.
Na dobrých výsledcích posledních od příchodu Pochettina se projevuje především lepší sehranost celého mužstva a také lepší funkčnost herního systému nového manažera. Ten svou filozofii zakládá na tvrdém tréninku, vysokém presingu a neustálému tlaku na soupeře s cílem co nejrychleji získat zpět ztracený míč. Pochettino rovněž dává velký prostor mladým hráčům, kteří v klubu Spurs působí. Zejména pak odchovancům klubu, jako je Danny Rose či Harry Kane. Pochettino od příchodu do Spurs využívá rychlých krajních beků Rose a Walkera, kteří dobíhají až k území šestnáctky a zde centrují. Krajní záložníci následně zahušťují pokutové území. Pochettino tuto taktiku aplikoval již v Southamptonu, Tottenham mu ale poskytl hráče, díky kterým může plně využít potenciál taktiky. Tato taktika pomohla Tottenhamu ke kvalifikaci do Ligy mistrů pro sezonu 2016/17. V Lize mistrů následně Tottenham vypadl s Monakem, Leverkusenem a CSKA Moskva.

## Historické názvy
Zdroj: 
- 1882 – Hotspur FC (Hotspur Football Club)
- 1884 – Tottenham Hotspur FC (Tottenham Hotspur Football Club)

## Úspěchy

### Vítězství v domácích soutěžích
- First Division / Premier League (2×)
  - 1950/51, 1960/61
- FA Cup (8×)
  - 1900/01, 1920/21, 1960/61, 1961/62, 1966/67, 1980/81, 1981/82, 1990/91
- EFL Cup (4×)
  - 1970/71, 1972/73, 1998/99, 2007/08
- Community Shield (7×)
  - 1921, 1951, 1961, 1962, 1967, 1981, 1991

### Vítězství v mezinárodních soutěžích
- Pohár vítězů pohárů (1×)
  - 1962/63
- Pohár / Evropská liga UEFA (3×)
  - 1971/72, 1983/84, 2024/25
- Audi Cup (1×)
  - 2019

## Hráči

### Současná soupiska
Aktuální k 3. únoru 2025
| Číslo |             | Pozice | Hráč                                        |
| ----- | ----------- | ------ | ------------------------------------------- |
| 1     | Itálie      | B      | Guglielmo Vicario                           |
| 3     | Španělsko   | O      | Sergio Reguilón                             |
| 4     | Rakousko    | O      | Kevin Danso (na hostování z Lens)           |
| 6     | Rumunsko    | O      | Radu Drăgușin                               |
| 7     | Jižní Korea | Ú      | Son Heung-min (kapitán)                     |
| 8     | Mali        | Z      | Yves Bissouma                               |
| 9     | Brazílie    | Ú      | Richarlison                                 |
| 10    | Anglie      | Z      | James Maddison (zástupce kapitána)          |
| 11    | Francie     | Ú      | Mathys Tel (na hostování z Bayernu Mnichov) |
| 13    | Itálie      | O      | Destiny Udogie                              |
| 14    | Anglie      | Z      | Archie Gray                                 |
| 15    | Švédsko     | Z      | Lucas Bergvall                              |
| 16    | Německo     | Ú      | Timo Werner (na hostování z RB Leipzig)     |
| 17    | Argentina   | O      | Cristian Romero (zástupce kapitána)         |
| 19    | Anglie      | Ú      | Dominic Solanke                             |
| 20    | Anglie      | B      | Fraser Forster                              |

| Číslo |            | Pozice | Hráč              |
| ----- | ---------- | ------ | ----------------- |
| 21    | Švédsko    | Z      | Dejan Kulusevski  |
| 22    | Wales      | Ú      | Brennan Johnson   |
| 23    | Španělsko  | Z      | Pedro Porro       |
| 24    | Anglie     | O      | Djed Spence       |
| 28    | Francie    | Ú      | Wilson Odobert    |
| 29    | Senegal    | Z      | Pape Matar Sarr   |
| 30    | Uruguay    | Z      | Rodrigo Bentancur |
| 31    | Česko      | B      | Antonín Kinský    |
| 33    | Wales      | O      | Ben Davies        |
| 37    | Nizozemsko | O      | Micky van de Ven  |
| 40    | Anglie     | B      | Brandon Austin    |
| 41    | Anglie     | B      | Alfie Whiteman    |
| 44    | Anglie     | Ú      | Dane Scarlett     |

### Na hostování
| Číslo |             | Pozice | Hráč                                                                          |
| ----- | ----------- | ------ | ----------------------------------------------------------------------------- |
| 5     | Dánsko      | Z      | Pierre-Emile Højbjerg (na hostování v Olympique Marseille do 30. června 2025) |
| 18    | Jižní Korea | Ú      | Yang Min-hyeok (na hostování v Queens Park Rangers do 30. června 2025)        |
| 27    | Izrael      | Ú      | Manor Solomon (na hostování v Leeds United do konce 30. června 2025)          |

| Číslo |           | Pozice | Hráč                                                            |
| ----- | --------- | ------ | --------------------------------------------------------------- |
| 35    | Anglie    | O      | Ashley Phillips (na hostování ve Stoke City do 30. června 2025) |
| 36    | Argentina | Ú      | Alejo Véliz (na hostování v Espanyolu do 30. června 2025)       |
| 45    | Anglie    | Z      | Alfie Devine (na hostování ve Westerlo do 30. června 2025)      |
|       | Španělsko | Ú      | Bryan Gil (na hostování v Gironě)                               |

### Realizační tým
| Trenérský tým    | Trenérský tým |
| Pozice           | Jméno         |
| ---------------- | ------------- |
| Hlavní trenér    | Thomas Frank  |
| Asistent trenéra | Ryan Mason    |
| Asistent trenéra | Mile Jedinak  |
| Trenér brankářů  | Rob Burch     |

## Významní hráči
- Danny Blanchflower (1954-1964)
- Jimmy Greaves (1961-1970)
- Glenn Hoddle (1975-1987)
- Paul Gascoigne (1988-1992)
- Gary Lineker (1989-1992)
- Gareth Bale (2007-2013, 2020-2021)
- Luka Modrić (2008-2012)
- Harry Kane (2009-2011,2013-2023)
- Christian Eriksen (2013-2020)
- Hugo Lloris (2012-2023 )
- Son Hung-min (2015-2025 )

## Umístění v jednotlivých sezonách
Stručný přehled
Zdroj: 
- 1896–1908: Southern Football League (Division One)
- 1908–1909: Football League Second Division
- 1909–1915: Football League First Division
- 1919–1920: Football League Second Division
- 1920–1928: Football League First Division
- 1928–1933: Football League Second Division
- 1933–1935: Football League First Division
- 1935–1950: Football League Second Division
- 1950–1977: Football League First Division
- 1977–1978: Football League Second Division
- 1978–1992: Football League First Division
- 1992– : Premier League

Jednotlivé ročníky
Zdroj: 
Legenda: Z - zápasy, V - výhry, R - remízy, P - porážky, VG - vstřelené góly, OG - obdržené góly, +/- - rozdíl skóre, B - body, červené podbarvení - sestup, zelené podbarvení - postup, fialové podbarvení - reorganizace, změna skupiny či soutěže
| Anglie (1896 –)                                           |                                         |        |    |    |    |    |     |    |     |    |        |
| Sezóny                                                    | Liga                                    | Úroveň | Z  | V  | R  | P  | VG  | OG | +/- | B  | Pozice |
| 1896/97                                                   | Southern Football League (Division One) | –      | 20 | 9  | 4  | 7  | 43  | 29 | +14 | 22 | 4.     |
| 1897/98                                                   | Southern Football League (Division One) | –      | 22 | 12 | 4  | 6  | 52  | 31 | +21 | 28 | 3.     |
| 1898/99                                                   | Southern Football League (Division One) | –      | 24 | 10 | 4  | 10 | 40  | 36 | +4  | 24 | 7.     |
| 1899/00                                                   | Southern Football League (Division One) | –      | 28 | 20 | 4  | 4  | 67  | 26 | +41 | 44 | 1.     |
| 1900/01                                                   | Southern Football League (Division One) | –      | 28 | 16 | 4  | 8  | 55  | 33 | +22 | 36 | 5.     |
| 1901/02                                                   | Southern Football League (Division One) | –      | 30 | 18 | 6  | 6  | 61  | 22 | +39 | 42 | 2.     |
| 1902/03                                                   | Southern Football League (Division One) | –      | 30 | 14 | 7  | 9  | 47  | 31 | +16 | 35 | 4.     |
| 1903/04                                                   | Southern Football League (Division One) | –      | 34 | 16 | 11 | 7  | 54  | 37 | +17 | 43 | 2.     |
| 1904/05                                                   | Southern Football League (Division One) | –      | 34 | 15 | 8  | 11 | 53  | 34 | +19 | 38 | 5.     |
| 1905/06                                                   | Southern Football League (Division One) | –      | 34 | 16 | 7  | 11 | 46  | 29 | +17 | 39 | 5.     |
| 1906/07                                                   | Southern Football League (Division One) | –      | 38 | 17 | 9  | 12 | 63  | 45 | +18 | 43 | 6.     |
| 1907/08                                                   | Southern Football League (Division One) | –      | 38 | 17 | 7  | 14 | 59  | 48 | +11 | 41 | 7.     |
| 1908/09                                                   | Second Division                         | 2      | 38 | 20 | 11 | 7  | 67  | 32 | +35 | 51 | 2.     |
| 1909/10                                                   | First Division                          | 1      | 38 | 11 | 10 | 17 | 53  | 69 | -16 | 32 | 15.    |
| 1910/11                                                   | First Division                          | 1      | 38 | 13 | 6  | 19 | 52  | 63 | -11 | 32 | 15.    |
| 1911/12                                                   | First Division                          | 1      | 38 | 14 | 9  | 15 | 53  | 53 | 0   | 37 | 12.    |
| 1912/13                                                   | First Division                          | 1      | 38 | 12 | 6  | 20 | 45  | 72 | -27 | 30 | 17.    |
| 1913/14                                                   | First Division                          | 1      | 38 | 12 | 10 | 16 | 50  | 62 | -12 | 34 | 17.    |
| 1914/15                                                   | First Division                          | 1      | 38 | 8  | 12 | 18 | 57  | 90 | -33 | 28 | 20.    |
| V letech 1915 až 1918 se nehrála žádná pravidelná soutěž. |                                         |        |    |    |    |    |     |    |     |    |        |
| 1919/20                                                   | Second Division                         | 2      | 42 | 32 | 6  | 4  | 102 | 32 | +70 | 70 | 1.     |
| 1920/21                                                   | First Division                          | 1      | 42 | 19 | 9  | 14 | 70  | 48 | +22 | 47 | 6.     |
| 1921/22                                                   | First Division                          | 1      | 42 | 21 | 9  | 12 | 65  | 39 | +26 | 51 | 2.     |
| 1922/23                                                   | First Division                          | 1      | 42 | 17 | 7  | 18 | 50  | 50 | 0   | 41 | 12.    |
| 1923/24                                                   | First Division                          | 1      | 42 | 12 | 14 | 16 | 50  | 56 | -6  | 38 | 15.    |
| 1924/25                                                   | First Division                          | 1      | 42 | 15 | 12 | 15 | 52  | 43 | +9  | 42 | 12.    |
| 1925/26                                                   | First Division                          | 1      | 42 | 15 | 9  | 18 | 66  | 79 | -13 | 39 | 15.    |
| 1926/27                                                   | First Division                          | 1      | 42 | 16 | 9  | 17 | 76  | 78 | -2  | 41 | 13.    |
| 1927/28                                                   | First Division                          | 1      | 42 | 15 | 8  | 19 | 74  | 86 | -12 | 38 | 21.    |
| 1928/29                                                   | Second Division                         | 2      | 42 | 17 | 9  | 16 | 75  | 81 | -6  | 43 | 10.    |
| 1929/30                                                   | Second Division                         | 2      | 42 | 15 | 9  | 18 | 59  | 61 | -2  | 39 | 12.    |
| 1930/31                                                   | Second Division                         | 2      | 42 | 22 | 7  | 13 | 88  | 55 | +33 | 51 | 3.     |
| 1931/32                                                   | Second Division                         | 2      | 42 | 16 | 11 | 15 | 87  | 78 | +9  | 43 | 8.     |
| 1932/33                                                   | Second Division                         | 2      | 42 | 20 | 15 | 7  | 96  | 51 | +45 | 55 | 2.     |
| 1933/34                                                   | First Division                          | 1      | 42 | 21 | 7  | 14 | 79  | 56 | +23 | 49 | 3.     |
| 1934/35                                                   | First Division                          | 1      | 42 | 10 | 10 | 22 | 54  | 93 | -39 | 30 | 22.    |
| 1935/36                                                   | Second Division                         | 2      | 42 | 18 | 13 | 11 | 91  | 55 | +36 | 49 | 5.     |
| 1936/37                                                   | Second Division                         | 2      | 42 | 17 | 9  | 16 | 88  | 66 | +22 | 43 | 10.    |
| 1937/38                                                   | Second Division                         | 2      | 42 | 19 | 6  | 17 | 76  | 54 | +22 | 44 | 5.     |
| 1938/39                                                   | Second Division                         | 2      | 42 | 19 | 9  | 14 | 67  | 62 | +5  | 47 | 8.     |
| V letech 1939 až 1945 se nehrála žádná pravidelná soutěž. |                                         |        |    |    |    |    |     |    |     |    |        |
| 1946/47                                                   | Second Division                         | 2      | 42 | 17 | 14 | 11 | 65  | 53 | +12 | 48 | 6.     |
| 1947/48                                                   | Second Division                         | 2      | 42 | 15 | 14 | 13 | 56  | 43 | +13 | 44 | 8.     |
| 1948/49                                                   | Second Division                         | 2      | 42 | 17 | 16 | 9  | 72  | 44 | +28 | 50 | 5.     |
| 1949/50                                                   | Second Division                         | 2      | 42 | 27 | 7  | 8  | 81  | 35 | +46 | 61 | 1.     |
| 1950/51                                                   | First Division                          | 1      | 42 | 25 | 10 | 7  | 82  | 44 | +38 | 60 | 1.     |
| 1951/52                                                   | First Division                          | 1      | 42 | 22 | 9  | 11 | 76  | 51 | +25 | 53 | 2.     |
| 1952/53                                                   | First Division                          | 1      | 42 | 15 | 11 | 16 | 78  | 69 | +9  | 41 | 10.    |
| 1953/54                                                   | First Division                          | 1      | 42 | 16 | 5  | 21 | 65  | 76 | -11 | 37 | 16.    |
| 1954/55                                                   | First Division                          | 1      | 42 | 16 | 8  | 18 | 72  | 73 | -1  | 40 | 16.    |
| 1955/56                                                   | First Division                          | 1      | 42 | 15 | 7  | 20 | 61  | 71 | -10 | 37 | 18.    |
| 1956/57                                                   | First Division                          | 1      | 42 | 22 | 12 | 8  | 104 | 56 | +48 | 56 | 2.     |
| 1957/58                                                   | First Division                          | 1      | 42 | 21 | 9  | 12 | 93  | 77 | +16 | 51 | 3.     |
| 1958/59                                                   | First Division                          | 1      | 42 | 13 | 10 | 19 | 85  | 95 | -10 | 36 | 18.    |
| 1959/60                                                   | First Division                          | 1      | 42 | 21 | 11 | 10 | 86  | 50 | +36 | 53 | 3.     |
| 1960/61                                                   | First Division                          | 1      | 42 | 31 | 4  | 7  | 115 | 55 | +60 | 66 | 1.     |
| 1961/62                                                   | First Division                          | 1      | 42 | 21 | 10 | 11 | 88  | 69 | +19 | 52 | 3.     |
| 1962/63                                                   | First Division                          | 1      | 42 | 23 | 9  | 10 | 111 | 62 | +49 | 55 | 2.     |
| 1963/64                                                   | First Division                          | 1      | 42 | 22 | 7  | 13 | 97  | 81 | +16 | 51 | 4.     |
| 1964/65                                                   | First Division                          | 1      | 42 | 19 | 7  | 16 | 87  | 71 | +16 | 45 | 6.     |
| 1965/66                                                   | First Division                          | 1      | 42 | 16 | 12 | 14 | 75  | 66 | +9  | 44 | 8.     |
| 1966/67                                                   | First Division                          | 1      | 42 | 24 | 8  | 10 | 71  | 48 | +23 | 56 | 3.     |
| 1967/68                                                   | First Division                          | 1      | 42 | 19 | 9  | 14 | 70  | 59 | +11 | 47 | 7.     |
| 1968/69                                                   | First Division                          | 1      | 42 | 14 | 17 | 11 | 61  | 51 | +10 | 45 | 6.     |
| 1969/70                                                   | First Division                          | 1      | 42 | 17 | 9  | 16 | 54  | 55 | -1  | 43 | 11.    |
| 1970/71                                                   | First Division                          | 1      | 42 | 19 | 14 | 9  | 54  | 33 | +21 | 52 | 3.     |
| 1971/72                                                   | First Division                          | 1      | 42 | 19 | 13 | 10 | 63  | 42 | +21 | 51 | 6.     |
| 1972/73                                                   | First Division                          | 1      | 42 | 16 | 13 | 13 | 58  | 48 | +10 | 45 | 8.     |
| 1973/74                                                   | First Division                          | 1      | 42 | 14 | 14 | 14 | 45  | 50 | -5  | 42 | 11.    |
| 1974/75                                                   | First Division                          | 1      | 42 | 13 | 8  | 21 | 52  | 63 | -11 | 34 | 19.    |
| 1975/76                                                   | First Division                          | 1      | 42 | 14 | 15 | 13 | 63  | 63 | 0   | 43 | 9.     |
| 1976/77                                                   | First Division                          | 1      | 42 | 12 | 9  | 21 | 48  | 72 | -24 | 33 | 22.    |
| 1977/78                                                   | Second Division                         | 2      | 42 | 20 | 16 | 6  | 83  | 49 | +34 | 56 | 3.     |
| 1978/79                                                   | First Division                          | 1      | 42 | 13 | 15 | 14 | 48  | 61 | -13 | 41 | 11.    |
| 1979/80                                                   | First Division                          | 1      | 42 | 15 | 10 | 17 | 52  | 62 | -10 | 40 | 14.    |
| 1980/81                                                   | First Division                          | 1      | 42 | 14 | 15 | 13 | 70  | 68 | +2  | 43 | 10.    |
| 1981/82                                                   | First Division                          | 1      | 42 | 20 | 11 | 11 | 67  | 48 | +19 | 71 | 4.     |
| 1982/83                                                   | First Division                          | 1      | 42 | 20 | 9  | 13 | 65  | 50 | +15 | 69 | 4.     |
| 1983/84                                                   | First Division                          | 1      | 42 | 17 | 10 | 15 | 64  | 65 | -1  | 61 | 8.     |
| 1984/85                                                   | First Division                          | 1      | 42 | 23 | 8  | 11 | 78  | 51 | +27 | 77 | 3.     |
| 1985/86                                                   | First Division                          | 1      | 42 | 19 | 8  | 15 | 74  | 52 | +22 | 65 | 10.    |
| 1986/87                                                   | First Division                          | 1      | 42 | 21 | 8  | 13 | 68  | 43 | +25 | 71 | 3.     |
| 1987/88                                                   | First Division                          | 1      | 40 | 12 | 11 | 17 | 38  | 48 | -10 | 47 | 13.    |
| 1988/89                                                   | First Division                          | 1      | 38 | 15 | 12 | 11 | 60  | 46 | +14 | 57 | 6.     |
| 1989/90                                                   | First Division                          | 1      | 38 | 19 | 6  | 13 | 59  | 47 | +12 | 63 | 3.     |
| 1990/91                                                   | First Division                          | 1      | 38 | 11 | 16 | 11 | 51  | 50 | +1  | 49 | 10.    |
| 1991/92                                                   | First Division                          | 1      | 42 | 15 | 7  | 20 | 58  | 63 | -5  | 52 | 15.    |
| 1992/93                                                   | Premier League                          | 1      | 42 | 16 | 11 | 15 | 60  | 66 | -6  | 59 | 8.     |
| 1993/94                                                   | Premier League                          | 1      | 42 | 11 | 12 | 19 | 54  | 59 | -5  | 45 | 15.    |
| 1994/95                                                   | Premier League                          | 1      | 42 | 16 | 14 | 12 | 66  | 58 | +8  | 62 | 7.     |
| 1995/96                                                   | Premier League                          | 1      | 38 | 16 | 13 | 9  | 50  | 38 | +12 | 61 | 8.     |
| 1996/97                                                   | Premier League                          | 1      | 38 | 13 | 7  | 18 | 44  | 51 | -7  | 46 | 10.    |
| 1997/98                                                   | Premier League                          | 1      | 38 | 11 | 11 | 16 | 44  | 56 | -12 | 44 | 14.    |
| 1998/99                                                   | Premier League                          | 1      | 38 | 11 | 14 | 13 | 47  | 50 | -3  | 47 | 11.    |
| 1999/00                                                   | Premier League                          | 1      | 38 | 15 | 8  | 15 | 57  | 49 | +8  | 53 | 10.    |
| 2000/01                                                   | Premier League                          | 1      | 38 | 13 | 10 | 15 | 47  | 54 | -7  | 49 | 12.    |
| 2001/02                                                   | Premier League                          | 1      | 38 | 14 | 8  | 16 | 49  | 53 | -4  | 50 | 9.     |
| 2002/03                                                   | Premier League                          | 1      | 38 | 14 | 8  | 16 | 51  | 62 | -11 | 50 | 10.    |
| 2003/04                                                   | Premier League                          | 1      | 38 | 13 | 6  | 19 | 47  | 57 | -10 | 45 | 14.    |
| 2004/05                                                   | Premier League                          | 1      | 38 | 14 | 10 | 14 | 47  | 41 | +6  | 52 | 9.     |
| 2005/06                                                   | Premier League                          | 1      | 38 | 18 | 11 | 9  | 53  | 38 | +15 | 65 | 5.     |
| 2006/07                                                   | Premier League                          | 1      | 38 | 17 | 9  | 12 | 57  | 54 | +3  | 60 | 5.     |
| 2007/08                                                   | Premier League                          | 1      | 38 | 11 | 13 | 14 | 66  | 61 | +5  | 46 | 11.    |
| 2008/09                                                   | Premier League                          | 1      | 38 | 14 | 9  | 15 | 45  | 45 | 0   | 51 | 8.     |
| 2009/10                                                   | Premier League                          | 1      | 38 | 21 | 7  | 10 | 67  | 41 | +26 | 70 | 4.     |
| 2010/11                                                   | Premier League                          | 1      | 38 | 16 | 14 | 8  | 55  | 46 | +29 | 68 | 5.     |
| 2011/12                                                   | Premier League                          | 1      | 38 | 20 | 9  | 9  | 66  | 41 | +25 | 69 | 4.     |
| 2012/13                                                   | Premier League                          | 1      | 38 | 21 | 9  | 8  | 66  | 46 | +20 | 72 | 5.     |
| 2013/14                                                   | Premier League                          | 1      | 38 | 21 | 6  | 11 | 55  | 51 | +4  | 69 | 6.     |
| 2014/15                                                   | Premier League                          | 1      | 38 | 19 | 7  | 12 | 58  | 53 | +5  | 64 | 5.     |
| 2015/16                                                   | Premier League                          | 1      | 38 | 19 | 13 | 6  | 69  | 35 | +34 | 70 | 3.     |
| 2016/17                                                   | Premier League                          | 1      | 38 | 26 | 8  | 4  | 86  | 26 | +60 | 86 | 2.     |
| 2017/18                                                   | Premier League                          | 1      | 38 | 23 | 8  | 7  | 74  | 36 | +38 | 77 | 3.     |
| 2018/19                                                   | Premier League                          | 1      | 38 | 23 | 2  | 13 | 67  | 39 | +28 | 71 | 4.     |
| 2019/20                                                   | Premier League                          | 1      | 38 | 16 | 11 | 11 | 61  | 47 | +14 | 59 | 6.     |
| 2020/21                                                   | Premier League                          | 1      | 38 | 18 | 8  | 12 | 68  | 45 | +23 | 62 | 7.     |
| 2021/22                                                   | Premier League                          | 1      | 38 | 22 | 5  | 11 | 69  | 40 | +29 | 71 | 4.     |
| 2022/23                                                   | Premier League                          | 1      | 38 | 18 | 6  | 14 | 70  | 63 | +7  | 60 | 8.     |
| 2023/24                                                   | Premier League                          | 1      | 38 | 20 | 6  | 12 | 74  | 61 | +13 | 66 | 5.     |

## Účast v evropských pohárech
| Ročník  | Soutěž                         | Kolo               | Klub                       | Doma       | Venku      | Celkem     |
| ------- | ------------------------------ | ------------------ | -------------------------- | ---------- | ---------- | ---------- |
| 1961/62 | Pohár mistrů evropských zemí   | Předkolo           | Górnik Zabrze              | 8:1        | 2:4        | 10:5       |
| 1961/62 | Pohár mistrů evropských zemí   | 1. kolo            | Feyenoord                  | 1:1        | 3:1        | 4:2        |
| 1961/62 | Pohár mistrů evropských zemí   | Čtvrtfinále        | Dukla Praha                | 4:1        | 0:1        | 4:2        |
| 1961/62 | Pohár mistrů evropských zemí   | Semifinále         | SL Benfica                 | 2:1        | 1:3        | 3:4        |
| 1962/63 | Pohár vítězů pohárů            | 1. kolo            | Rangers FC                 | 5:2        | 3:2        | 8:4        |
| 1962/63 | Pohár vítězů pohárů            | Čtvrtfinále        | ŠK Slovan Bratislava       | 6:0        | 0:2        | 6:2        |
| 1962/63 | Pohár vítězů pohárů            | Semifinále         | OFK Bělehrad               | 3:1        | 2:1        | 5:2        |
| 1962/63 | Pohár vítězů pohárů            | Finále             | Atlético Madrid            | 5:1        | 5:1        | 5:1        |
| 1963/64 | Pohár vítězů pohárů            | 1. kolo            | Manchester United FC       | 2:0        | 1:4        | 3:4        |
| 1967/68 | Pohár vítězů pohárů            | 1. kolo            | HNK Hajduk Split           | 4:3        | 2:0        | 6:3        |
| 1967/68 | Pohár vítězů pohárů            | 2. kolo            | Olympique Lyon             | 4:3        | 0:1        | 4:4        |
| 1971/72 | Pohár UEFA                     | 1. kolo            | Keflavík ÍF                | 9:0        | 6:1        | 15:1       |
| 1971/72 | Pohár UEFA                     | 2. kolo            | FC Nantes                  | 1:0        | 0:0        | 1:0        |
| 1971/72 | Pohár UEFA                     | 3. kolo            | FC Rapid Bucureşti         | 3:0        | 2:0        | 5:0        |
| 1971/72 | Pohár UEFA                     | Čtvrtfinále        | FC UTA Arad                | 1:1        | 2:0        | 3:1        |
| 1971/72 | Pohár UEFA                     | Semifinále         | AC Milan                   | 2:1        | 1:1        | 3:2        |
| 1971/72 | Pohár UEFA                     | Finále             | Wolverhampton Wanderers FC | 1:1        | 2:1        | 3:2        |
| 1972/73 | Pohár UEFA                     | 1. kolo            | FK Lyn                     | 6:0        | 6:3        | 12:3       |
| 1972/73 | Pohár UEFA                     | 2. kolo            | Olympiacos FC              | 4:0        | 0:1        | 4:1        |
| 1972/73 | Pohár UEFA                     | 3. kolo            | FK Crvena zvezda Bělehrad  | 2:0        | 0:1        | 2:1        |
| 1972/73 | Pohár UEFA                     | Čtvrtfinále        | Vitória FC                 | 1:0        | 1:2        | 2:2        |
| 1972/73 | Pohár UEFA                     | Semifinále         | Liverpool FC               | 2:1        | 0:1        | 2:2        |
| 1973/74 | Pohár UEFA                     | 1. kolo            | Grasshopper Club Zürich    | 4:1        | 5:1        | 9:2        |
| 1973/74 | Pohár UEFA                     | 2. kolo            | Aberdeen FC                | 4:1        | 1:1        | 5:2        |
| 1973/74 | Pohár UEFA                     | 3. kolo            | FC Dinamo Tbilisi          | 5:1        | 1:1        | 6:2        |
| 1973/74 | Pohár UEFA                     | Čtvrtfinále        | 1. FC Köln                 | 3:0        | 2:1        | 5:1        |
| 1973/74 | Pohár UEFA                     | Semifinále         | 1. FC Lokomotive Leipzig   | 2:0        | 2:1        | 4:1        |
| 1973/74 | Pohár UEFA                     | Finále             | Feyenoord                  | 2:2        | 0:2        | 4:2        |
| 1981/82 | Pohár vítězů pohárů            | 1. kolo            | AFC Ajax                   | 3:0        | 3:1        | 6:1        |
| 1981/82 | Pohár vítězů pohárů            | 2. kolo            | Dundalk FC                 | 1:0        | 1:1        | 2:1        |
| 1981/82 | Pohár vítězů pohárů            | Čtvrtfinále        | Eintracht Frankfurt        | 2:0        | 1:2        | 3:2        |
| 1981/82 | Pohár vítězů pohárů            | Semifinále         | FC Barcelona               | 1:1        | 0:1        | 1:2        |
| 1982/83 | Pohár vítězů pohárů            | 1. kolo            | Coleraine FC               | 4:0        | 3:0        | 7:0        |
| 1982/83 | Pohár vítězů pohárů            | 2. kolo            | FC Bayern Mnichov          | 1:1        | 1:4        | 2:5        |
| 1983/84 | Pohár UEFA                     | 1. kolo            | Drogheda United FC         | 8:0        | 6:0        | 14:0       |
| 1983/84 | Pohár UEFA                     | 2. kolo            | Feyenoord                  | 4:2        | 2:0        | 6:2        |
| 1983/84 | Pohár UEFA                     | 3. kolo            | FC Bayern Mnichov          | 2:0        | 0:1        | 2:1        |
| 1983/84 | Pohár UEFA                     | Čtvrtfinále        | FK Austria Wien            | 2:0        | 2:2        | 4:2        |
| 1983/84 | Pohár UEFA                     | Semifinále         | HNK Hajduk Split           | 1:0        | 1:2        | 2:2        |
| 1983/84 | Pohár UEFA                     | Finále             | RSC Anderlecht             | 1:1        | 1:1        | 2:2        |
| 1984/85 | Pohár UEFA                     | 1. kolo            | SC Braga                   | 6:0        | 3:0        | 9:0        |
| 1984/85 | Pohár UEFA                     | 2. kolo            | Club Brugge KV             | 3:0        | 1:2        | 4:2        |
| 1984/85 | Pohár UEFA                     | 3. kolo            | Bohemians Praha            | 2:0        | 1:1        | 3:1        |
| 1984/85 | Pohár UEFA                     | Čtvrtfinále        | Real Madrid CF             | 0:1        | 0:0        | 0:1        |
| 1991/92 | Pohár vítězů pohárů            | Předkolo           | SV Stockerau               | 1:0        | 1:0        | 2:0        |
| 1991/92 | Pohár vítězů pohárů            | 1. kolo            | HNK Hajduk Split           | 2:0        | 0:1        | 2:1        |
| 1991/92 | Pohár vítězů pohárů            | 2. kolo            | FC Porto                   | 3:1        | 0:0        | 3:1        |
| 1991/92 | Pohár vítězů pohárů            | Čtvrtfinále        | Feyenoord                  | 0:0        | 0:1        | 0:1        |
| 1995    | Pohár Intertoto                | Základní skupina B | FC Lucerne                 | 0:2        |            | 4. místo   |
| 1995    | Pohár Intertoto                | Základní skupina B | NK Rudar Velenje           |            | 2:1        | 4. místo   |
| 1995    | Pohár Intertoto                | Základní skupina B | Östers IF                  | 1:2        |            | 4. místo   |
| 1995    | Pohár Intertoto                | Základní skupina B | 1. FC Köln                 |            | 0:8        | 4. místo   |
| 1999/00 | Pohár UEFA                     | 1. kolo            | FC Zimbru Chișinău         | 3:0        | 0:0        | 3:0        |
| 1999/00 | Pohár UEFA                     | 2. kolo            | 1. FC Kaiserslautern       | 1:0        | 0:2        | 1:2        |
| 2006/07 | Pohár UEFA                     | 1. kolo            | SK Slavia Praha            | 1:0        | 1:0        | 2:0        |
| 2006/07 | Pohár UEFA                     | Základní skupina B | Beşiktaş JK                |            | 2:0        | 1. místo   |
| 2006/07 | Pohár UEFA                     | Základní skupina B | Club Brugge KV             | 3:1        |            | 1. místo   |
| 2006/07 | Pohár UEFA                     | Základní skupina B | Bayer 04 Leverkusen        |            | 1:0        | 1. místo   |
| 2006/07 | Pohár UEFA                     | Základní skupina B | FC Dinamo București        | 3:1        |            | 1. místo   |
| 2006/07 | Pohár UEFA                     | Šestnáctifinále    | Feyenoord                  | Kontumačně | Kontumačně | Kontumačně |
| 2006/07 | Pohár UEFA                     | Osmifinále         | SC Braga                   | 3:2        | 3:2        | 6:4        |
| 2006/07 | Pohár UEFA                     | Čtvrtfinále        | Sevilla FC                 | 2:2        | 1:2        | 3:4        |
| 2007/08 | Pohár UEFA                     | 1. kolo            | Anorthosis Famagusta       | 6:1        | 1:1        | 7:2        |
| 2007/08 | Pohár UEFA                     | Základní skupina G | Getafe CF                  | 1:2        |            | 2. místo   |
| 2007/08 | Pohár UEFA                     | Základní skupina G | Hapoel Tel Aviv FC         |            | 2:0        | 2. místo   |
| 2007/08 | Pohár UEFA                     | Základní skupina G | Aalborg BK                 | 3:2        |            | 2. místo   |
| 2007/08 | Pohár UEFA                     | Základní skupina G | RSC Anderlecht             |            | 1:1        | 2. místo   |
| 2007/08 | Pohár UEFA                     | Šestnáctifinále    | SK Slavia Praha            | 1:1        | 2:1        | 3:2        |
| 2007/08 | Pohár UEFA                     | Osmifinále         | PSV Eindhoven              | 0:1        | 1:0        | 1:1        |
| 2008/09 | Pohár UEFA                     | 1. kolo            | Wisła Kraków               | 2:1        | 1:1        | 3:2        |
| 2008/09 | Pohár UEFA                     | Základní skupina D | Udinese Calcio             |            | 0:2        | 2. místo   |
| 2008/09 | Pohár UEFA                     | Základní skupina D | NK Dinamo Zagreb           | 4:0        |            | 2. místo   |
| 2008/09 | Pohár UEFA                     | Základní skupina D | NEC Nijmegen               |            | 1:0        | 2. místo   |
| 2008/09 | Pohár UEFA                     | Základní skupina D | FK Spartak Moskva          | 2:2        |            | 2. místo   |
| 2008/09 | Pohár UEFA                     | Šestnáctifinále    | FK Šachtar Doněck          | 1:1        | 0:2        | 1:3        |
| 2010/11 | Liga mistrů UEFA               | 4. předkolo        | BSC Young Boys             | 4:0        | 2:3        | 6:3        |
| 2010/11 | Liga mistrů UEFA               | Základní skupina A | SV Werder Bremen           | 3:0        | 2:2        | 1. místo   |
| 2010/11 | Liga mistrů UEFA               | Základní skupina A | FC Twente                  | 4:1        | 3:3        | 1. místo   |
| 2010/11 | Liga mistrů UEFA               | Základní skupina A | FC Internazionale Milano   | 3:1        | 3:4        | 1. místo   |
| 2010/11 | Liga mistrů UEFA               | Osmifinále         | AC Milan                   | 0:0        | 1:0        | 1:0        |
| 2010/11 | Liga mistrů UEFA               | Čtvrtfinále        | Real Madrid CF             | 0:1        | 0:4        | 0:5        |
| 2011/12 | Evropská liga UEFA             | 4. předkolo        | Heart of Midlothian FC     | 0:0        | 5:0        | 5:0        |
| 2011/12 | Evropská liga UEFA             | Základní skupina A | PAOK FC                    | 1:2        | 0:0        | 1. místo   |
| 2011/12 | Evropská liga UEFA             | Základní skupina A | FK Rubin Kazaň             | 1:0        | 0:1        | 1. místo   |
| 2011/12 | Evropská liga UEFA             | Základní skupina A | Shamrock Rovers FC         | 3:1        | 4:0        | 1. místo   |
| 2012/13 | Evropská liga UEFA             | Základní skupina J | SS Lazio                   | 0:0        | 0:0        | 2. místo   |
| 2012/13 | Evropská liga UEFA             | Základní skupina J | Panathinaikos FC           | 1:1        | 3:1        | 2. místo   |
| 2012/13 | Evropská liga UEFA             | Základní skupina J | NK Maribor                 | 1:1        | 3:1        | 2. místo   |
| 2012/13 | Evropská liga UEFA             | Šestnáctifinále    | Olympique Lyon             | 2:1        | 1:1        | 3:2        |
| 2012/13 | Evropská liga UEFA             | Osmifinále         | FC Internazionale Milano   | 3:0        | 1:4        | 4:4        |
| 2012/13 | Evropská liga UEFA             | Čtvrtfinále        | FC Basel 1893              | 2:2        | 2:2        | 4:4        |
| 2013/14 | Evropská liga UEFA             | 4. předkolo        | FC Dinamo Tbilisi          | 3:0        | 5:0        | 8:0        |
| 2013/14 | Evropská liga UEFA             | Základní skupina K | FK Anži Machačkala         | 4:1        | 2:0        | 1. místo   |
| 2013/14 | Evropská liga UEFA             | Základní skupina K | FC Sheriff Tiraspol        | 2:1        | 2:0        | 1. místo   |
| 2013/14 | Evropská liga UEFA             | Základní skupina K | Tromsø IL                  | 3:0        | 2:0        | 1. místo   |
| 2013/14 | Evropská liga UEFA             | Šestnáctifinále    | FK Dněpr Dněpropetrovsk    | 3:1        | 0:1        | 3:2        |
| 2013/14 | Evropská liga UEFA             | Osmifinále         | SL Benfica                 | 1:3        | 2:2        | 3:5        |
| 2014/15 | Evropská liga UEFA             | 4. předkolo        | AEL Limassol               | 3:0        | 2:1        | 5:1        |
| 2014/15 | Evropská liga UEFA             | Základní skupina C | Besiktas JK                | 1:1        | 0:1        | 2. místo   |
| 2014/15 | Evropská liga UEFA             | Základní skupina C | FK Partizan                | 1:0        | 0:0        | 2. místo   |
| 2014/15 | Evropská liga UEFA             | Základní skupina C | Asteras Tripolis FC        | 5:1        | 2:1        | 2. místo   |
| 2014/15 | Evropská liga UEFA             | Šestnáctifinále    | ACF Fiorentina             | 1:1        | 0:2        | 1:3        |
| 2015/16 | Evropská liga UEFA             | Základní skupina J | Qarabağ FK                 | 3:1        | 1:0        | 1. místo   |
| 2015/16 | Evropská liga UEFA             | Základní skupina J | AS Monaco FC               | 4:1        | 1:1        | 1. místo   |
| 2015/16 | Evropská liga UEFA             | Základní skupina J | RSC Anderlecht             | 2:1        | 1:2        | 1. místo   |
| 2015/16 | Evropská liga UEFA             | Šestnáctifinále    | ACF Fiorentina             | 3:0        | 1:1        | 4:1        |
| 2015/16 | Evropská liga UEFA             | Osmifinále         | Borussia Dortmund          | 1:2        | 1:3        | 1:5        |
| 2016/17 | Liga mistrů UEFA               | Základní skupina E | AS Monaco FC               | 1:2        | 1:2        | 3. místo   |
| 2016/17 | Liga mistrů UEFA               | Základní skupina E | PFK CSKA Moskva            | 3:1        | 1:0        | 3. místo   |
| 2016/17 | Liga mistrů UEFA               | Základní skupina E | Bayer 04 Leverkusen        | 0:1        | 0:0        | 3. místo   |
| 2016/17 | Evropská liga UEFA             | Šestnáctifinále    | KAA Gent                   | 2:2        | 0:1        | 2:3        |
| 2017/18 | Liga mistrů UEFA               | Základní skupina H | Borussia Dortmund          | 3:1        | 2:1        | 1. místo   |
| 2017/18 | Liga mistrů UEFA               | Základní skupina H | APOEL FC                   | 3:0        | 3:0        | 1. místo   |
| 2017/18 | Liga mistrů UEFA               | Základní skupina H | Real Madrid                | 3:1        | 1:1        | 1. místo   |
| 2017/18 | Liga mistrů UEFA               | Osmifinále         | Juventus FC                | 1:2        | 2:2        | 3:4        |
| 2018/19 | Liga mistrů UEFA               | Základní skupina B | FC Internazionale Milano   | 1:0        | 1:2        | 2. místo   |
| 2018/19 | Liga mistrů UEFA               | Základní skupina B | FC Barcelona               | 2:4        | 1:1        | 2. místo   |
| 2018/19 | Liga mistrů UEFA               | Základní skupina B | PSV Eindhoven              | 2:1        | 2:2        | 2. místo   |
| 2018/19 | Liga mistrů UEFA               | Osmifinále         | Borussia Dortmund          | 3:0        | 1:0        | 4:0        |
| 2018/19 | Liga mistrů UEFA               | Čtvrtfinále        | Manchester City FC         | 1:0        | 3:4        | 4:4 (v)    |
| 2018/19 | Liga mistrů UEFA               | Semifinále         | AFC Ajax                   | 0:1        | 3:2        | 3:3 (v)    |
| 2018/19 | Liga mistrů UEFA               | Finále             | Liverpool FC               | 0:2        | 0:2        | 0:2        |
| 2019/20 | Liga mistrů UEFA               | Základní skupina B | Olympiakos Pireus          | 4:2        | 2:2        | 2. místo   |
| 2019/20 | Liga mistrů UEFA               | Základní skupina B | FC Bayern Mnichov          | 2:7        | 1:3        | 2. místo   |
| 2019/20 | Liga mistrů UEFA               | Základní skupina B | FK Crvena zvezda           | 5:0        | 4:0        | 2. místo   |
| 2019/20 | Liga mistrů UEFA               | Osmifinále         | RB Leipzig                 | 0:1        | 0:3        | 0:4        |
| 2020/21 | Evropská liga UEFA             | Základní skupina J | Royal Antverpy             | 2:0        | 0:1        | 1. místo   |
| 2020/21 | Evropská liga UEFA             | Základní skupina J | LASK Linec                 | 3:0        | 3:3        | 1. místo   |
| 2020/21 | Evropská liga UEFA             | Základní skupina J | Ludogorec Razgrad          | 4:0        | 3:1        | 1. místo   |
| 2020/21 | Evropská liga UEFA             | Šestnáctifinále    | Wolfsberger AC             | 4:0        | 4:1        | 8:1        |
| 2020/21 | Evropská liga UEFA             | Osmifinále         | Dinamo Záhřeb              | 2:0        | 0:3        | 2:3        |
| 2021/22 | Evropská konferenční liga UEFA | Základní skupina G | Stade Rennais FC           | 0:3        | 2:2        | 3. místo   |
| 2021/22 | Evropská konferenční liga UEFA | Základní skupina G | Vitesse                    | 3:2        | 0:1        | 3. místo   |
| 2021/22 | Evropská konferenční liga UEFA | Základní skupina G | NŠ Mura                    | 5:1        | 1:2        | 3. místo   |